# 17 Cygni
17 Cygni é uma estrela dupla na direção da constelação de Cygnus. Calcula-se sua idade em 2 bilhões e 800 milhões de anos. O sistema 17 Cygni tem 76% dos elementos pesados que há no sistema solar, e a origem deles é o componente B da estrela..
A distância entre o Sol e 17 Cygni é de 68 anos-luz.